# 金王鹟属
金王鹟属（学名：Carterornis）是王鹟科下的一个属。

## 下属物种
本属包括以下物种：
- 金王鹟 Carterornis chrysomela (Lesson & Garnot, 1827)
- 白耳王鹟 Carterornis leucotis (Gould, 1851)
- Carterornis pileatus (Salvadori, 1878)